# ASTRA Hagyományos Népi Kultúra Múzeuma
A Nagyszeben külterületén található ASTRA Hagyományos Népi Kultúra Múzeuma műemléknek nyilvánított szabadtéri múzeum Romániában, Szeben megyében. A romániai műemlékek jegyzékében az SB-II-a-A-12012 sorszámon szerepel.